# مايك سترينجفيلو
مايك سترينجفيلو (بالإنجليزية: Mike Stringfellow)‏ هو لاعب كرة قدم بريطاني في مركز الوسط، ولد في 27 يناير 1943 في Kirkby-in-Ashfield ‏ في المملكة المتحدة. لعب مع ليستر سيتي ونادي مانسفيلد تاون.